# Cryptanura
Cryptanura is een geslacht van insecten uit de orde vliesvleugeligen (Hymenoptera) en de familie Ichneumonidae.

## Soorten
- C. ablata (Cresson, 1874)
- C. albomarginata (Szepligeti, 1916)
- C. apophysis Cushman, 1945
- C. areolaris (Szepligeti, 1916)
- C. armandoi Kasparyan & Ruiz-Cancino, 2006
- C. atriceps (Cameron, 1911)
- C. atripectus Cushman, 1945
- C. azteca (Cresson, 1874)
- C. bakeriana (Cameron, 1905)
- C. basimacula (Cameron, 1886)
- C. bilineata Cushman, 1945
- C. bipartita (Brulle, 1846)
- C. boliviensis Cushman, 1945
- C. brachygaster (Cameron, 1885)
- C. callosa (Taschenberg, 1876)
- C. compacta (Cresson, 1874)
- C. conica Cushman, 1945
- C. coxata Cushman, 1945
- C. dicostata Cushman, 1945
- C. ectypa (Cresson, 1874)
- C. excalibur Cushman, 1945
- C. femorator Kasparyan & Ruiz-Cancino, 2006
- C. fraternans (Cameron, 1885)
- C. fulvipes (Cameron, 1885)
- C. fusciventris (Cameron, 1911)
- C. genalis Cushman, 1945
- C. gracilipes Cushman, 1945
- C. gracilis Cushman, 1945
- C. hamulator Kasparyan & Ruiz-Cancino, 2006
- C. humeralis (Szepligeti, 1916)
- C. hyalina Brulle, 1846
- C. incerta (Cresson, 1874)
- C. isthmus Cushman, 1945
- C. lamentaria (Cameron, 1885)
- C. lineatifemur Cushman, 1945
- C. liopleuris (Szepligeti, 1916)
- C. longipes (Szepligeti, 1916)
- C. lucida (Szepligeti, 1916)
- C. lunai Kasparyan & Ruiz-Cancino, 2006
- C. llera Kasparyan & Ruiz-Cancino, 2006
- C. maculicollis (Spinola, 1840)
- C. maculifrons Cushman, 1945
- C. maculipennis (Taschenberg, 1876)
- C. mediostrigosa Cushman, 1945
- C. mexicana (Cresson, 1874)
- C. nigripes Brulle, 1846
- C. nigrolineata (Taschenberg, 1876)
- C. nitidiuscula (Cameron, 1886)
- C. orizabensis (Cameron, 1886)
- C. paranensis Cushman, 1945
- C. piceothorax Cushman, 1945
- C. platyura (Brulle, 1846)
- C. politigaster Cushman, 1945
- C. pretiosa (Viereck, 1913)
- C. propinqua (Cresson, 1874)
- C. punctator Kasparyan & Ruiz-Cancino, 2006
- C. quadrimaculata Cushman, 1945
- C. robusta (Cresson, 1865)
- C. rufa Cushman, 1945
- C. ruficeps Cushman, 1945
- C. rugosa Brulle, 1846
- C. scutellaris (Szepligeti, 1916)
- C. septentrionalis Cushman, 1945
- C. silvae Kasparyan & Ruiz-Cancino, 2006
- C. similis (Szepligeti, 1916)
- C. sostenesi Kasparyan & Ruiz-Cancino, 2006
- C. spilonota (Cameron, 1911)
- C. spinaria (Brulle, 1846)
- C. sternoleuca Kasparyan & Ruiz-Cancino, 2006
- C. strenua (Cresson, 1865)
- C. striata Brulle, 1846
- C. tenuiterebrata Cushman, 1945
- C. trachodes Townes, 1966
- C. tuberculata Cushman, 1945
- C. uniformis Brues, 1912
- C. variegata (Brulle, 1846)
- C. veraepacis (Cameron, 1885)
- C. vivida (Cameron, 1885)
- C. volcanica (Cameron, 1886)
- C. xilitla Kasparyan & Ruiz-Cancino, 2006